# قطعنامه ۶۵۲ شورای امنیت
قطعنامه ۶۵۲ شورای امنیت سازمان ملل متحد که در تاریخ ۱۷ آوریل ۱۹۹۰ تصویب شد، سندی بین‌المللی دربارهٔ پذیرش اعضای جدید سازمان ملل متحد: نامیبیا است. این قطعنامه طی نشست ۲۹۱۸ام با ۱۵ رای موافق، ۰ مخالف و ۰ ممتنع تصویب شد.